# Cameron Jackson
Cameron Jackson (nacido en Decin, República Checa, 16 de febrero de 1986) es un actor porno que ha aparecido en muchas películas gay, pero también en las de temática transexual, bisexual y heterosexual. En poco tiempo se ha convertido en uno de los actores porno europeos más famosos, y ha ganado diversos premios relacionados con este mundo. Se retiró del porno en el año 2007.

## Videografía
| Año  | Título                                        | Personaje/Créditos |
| ---- | --------------------------------------------- | ------------------ |
| 2007 | Eurocreme Model Collection 1: Cameron Jackson |                    |
| 2007 | Cockpit Cum Boys                              |                    |
| 2007 | Dream Ticket                                  |                    |
| 2007 | Raw Heroes                                    |                    |
| 2007 | Wet Dream                                     |                    |
| 2006 | Boys of Summer                                |                    |
| 2006 | Bare Chat                                     |                    |
| 2006 | Bareback Gym Buddies                          |                    |
| 2006 | Boys in the Snow                              |                    |
| 2006 | Raw Times                                     |                    |
| 2006 | World Soccer Orgy                             |                    |
| 2006 | World Soccer Orgy 2                           |                    |
| 2005 | Airport Security                              | Krystof Nikolas    |
| 2005 | Bare Adventure                                |                    |
| 2005 | Bare Balls                                    |                    |
| 2005 | Bare Encounters                               |                    |
| 2005 | Bareback Fly Boys                             |                    |
| 2005 | Bareback Twink Pack                           |                    |
| 2005 | Bareback Twink Squat                          |                    |
| 2005 | Bareback Twink Street                         |                    |
| 2005 | Blind Eye                                     |                    |
| 2005 | Boys Like It Just Bareback                    |                    |
| 2005 | Educating Eda Rieger                          | Krystof Nikolas    |
| 2005 | Hard Riders                                   |                    |
| 2005 | Hey, Dude… Wanna a Blow Job?                  |                    |
| 2005 | Ice Dreams                                    | Krystof Nikolas    |
| 2005 | Inside Jirka Gregor                           | Krystof Nikolas    |
| 2005 | Oral Sensations                               |                    |
| 2005 | Raw Luck                                      |                    |
| 2005 | Raw Rescue                                    |                    |
| 2005 | Raw Tricks                                    |                    |
| 2005 | SoldierBoy                                    |                    |
| 2005 | Virgin Tales 2: Revenge of the Virgins        |                    |
| 2005 | Wank in the Woods                             | Krystof Nikolas    |
| 2004 | Bareback Adventure                            |                    |
| 2004 | Formula 69                                    |                    |
| 2004 | NewsHawks                                     |                    |
| 2004 | Bare Hotel                                    |                    |

- Datos: Q539387